# Voûtain au-dessus d'Osias, Joatham et Achaz

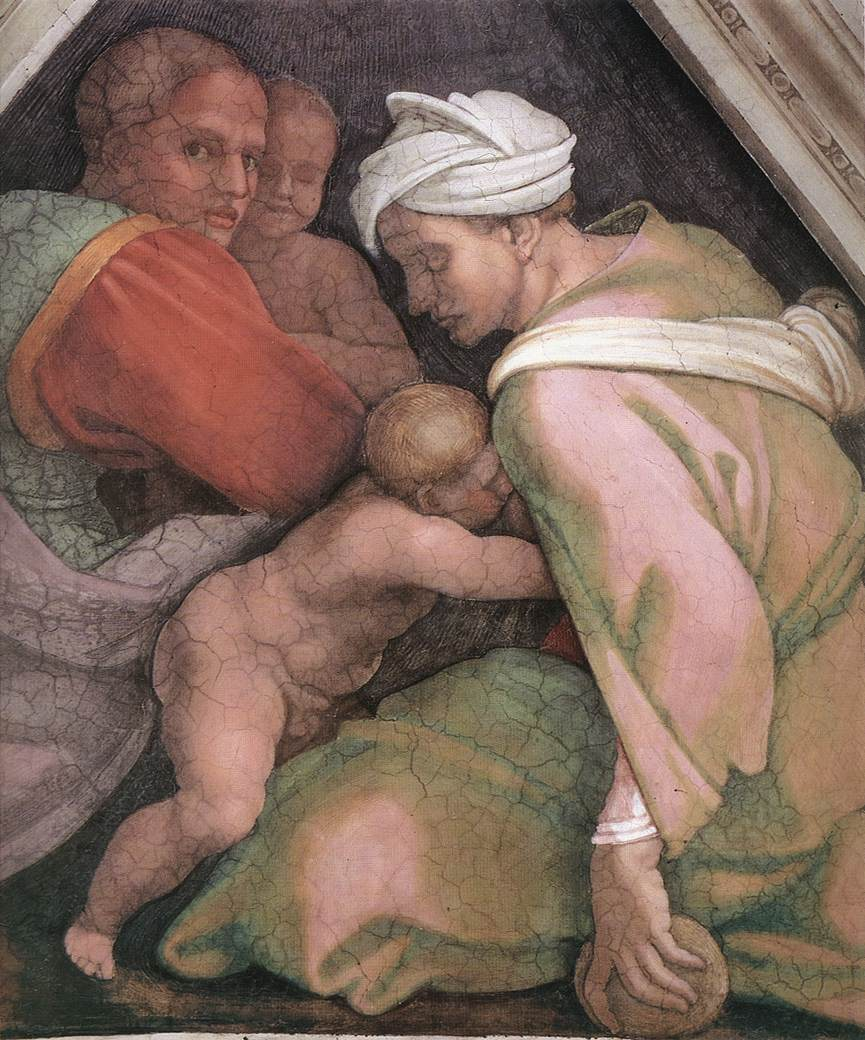
Détail.

Le voûtain au-dessus d'Osias, Joatham et Achaz a été réalisé à fresque par Michel-Ange vers 1510 et fait partie de la décoration du plafond de la chapelle Sixtine dans les musées du Vatican à Rome, commandée par Jules II .

## Histoire
Les voûtains, comme les lunettes en-dessous, contiennent la série des Ancêtres du Christ, et leur sont étroitement liés d'un point de vue iconologique, bien qu'ils soient très différents du point de vue iconographique et du point de vue du style et de la forme. Ce sont des espaces triangulaires concaves, que l'artiste a remplis de groupes familiaux sur fond sombre (contrairement aux fonds clairs des lunettes) et avec des positions différentes, assis au sol plutôt que sur des marches, pour s'adapter à la forme de l'espace à peindre. L'identification des sujets, tirée de la généalogie du Christ dans l'Évangile de Matthieu, est basée sur les noms inscrits sur les cartouches au centre des lunettes en-dessous. Les lunettes surmontées d'un voûtain ont généralement trois noms au lieu de deux. Il n'y a pas accord entre les savants sur les noms des différents groupes représentés : Michel-Ange n'a utilisé aucun attribut iconographique et ne recherchait peut-être même pas une identification directe et incontestable, se concentrant plutôt sur la représentation de divers types humains et attitudes.
Les espaces triangulaires au-dessus de chaque voûtain sont remplis des dits nus de bronze, des figures monochromes simulant le bronze, placées dans des positions symétriques devant des fonds sombres et violacés, séparés par un crâne de bélier duquel pendent des rubans dorés
Les voûtains ont été réalisées, comme le reste des fresques de la voûte, en deux phases, à partir du mur du fond, en face de l'autel. Les derniers épisodes d'un point de vue chronologique des histoires racontées ont donc été les premiers à être peints. À l'été 1511, la première moitié de la chapelle devait être achevée, nécessitant le démontage de l'échafaudage et sa reconstruction dans l'autre moitié. La deuxième phase, qui a débuté en octobre 1511, s'est terminée un an plus tard, juste à temps pour le dévoilement de l'œuvre la veille de la Toussaint 1512.
Le voûtain au-dessus d'Osias, Joatham et Achaz, proche du Péché originel et l'expulsion du Paradis terrestre est daté de la fin de la première phase, vers 1510.

## Description et style
Dans la lunette en-dessous, Joatham et Achaz sont généralement identifiés, en conséquence, la famille d'Ozia doit être représentée dans le voûtain.
La scène, peinte en deux « jours » de fresque, montre une femme assise au premier plan, le buste tourné contre le spectateur comme pour masquer le geste de l'allaitement de l'enfant penché vers son sein. Derrière eux, se trouve un homme avec un autre enfant dans les bras. Les couleurs des robes sont plutôt ternes, mais riches en nuances et rehaussées dans le volume par des reflets irisés, au lieu d'ombres normales : par exemple, la femme porte une robe rose avec des ombres vertes. Comme dans d'autres scènes, les parties les mieux éclairées et les plus claires sont celles du premier plan ; elles vont de la coiffe très claire de la femme  jusqu'au visage de l'enfant en arrière-plan, complètement dans l'ombre. C'est une manière de mettre en valeur la profondeur, également utilisée en sculpture à travers le « non fini », visible par exemple dans des œuvres comme le Tondo Pitti ou le Tondo Taddei.

## Nus de bronze
Les deux « nus de bronze » pour lesquels un seul « jour » a suffi, sont insérés dans les espaces triangulaires, disposés symétriquement le long du cadre oblique, avec une jambe penchée en avant et un bras en arrière et les regards de profil, qui se fixent mutuellement.
Ils ont été conçus à partir du même carton retourné, avec quelques différences qui empêchent une symétrie trop rigide : par exemple la position des épaules est légèrement différente.